# Cantonul Saint-Gaudens
Cantonul Saint-Gaudens este un canton din arondismentul Saint-Gaudens, departamentul Haute-Garonne, regiunea Midi-Pyrénées, Franța.

## Comune
- Aspret-Sarrat
- Estancarbon
- Labarthe-Inard
- Labarthe-Rivière
- Lalouret-Laffiteau
- Landorthe
- Larcan
- Lespiteau
- Lieoux
- Lodes
- Miramont-de-Comminges
- Pointis-Inard
- Régades
- Rieucazé
- Saint-Gaudens (reședință)
- Saint-Ignan
- Saint-Marcet
- Saux-et-Pomarède
- Savarthès
- Valentine
- Villeneuve-de-Rivière